# Enterprise (Territórios do Noroeste)
| Enterprise                          |                          |
| Coordenadas: 60°33′24"N, 116°8′34"O |                          |
| Território                          | Territórios do Noroeste  |
|                                     |                          |
| Área                                |                          |
| - Cidade                            | 286,90 km², 110,77 mi²   |
| Fuso horário                        | UTC -7/-6                |
| População (2006)                    |                          |
| - Cidade                            | 97                       |
| - Densidade                         | 0,3 hab/km², 0,8 hab/mi² |

Enterprise é uma Hamlet localizada na Região de South Slave, nos Territórios do Noroeste, Canadá. A localidade localiza-se entre o Grande Lago do Escravo e o estado de Alberta, margeando o Rio Hay.